# 秦佐八郎

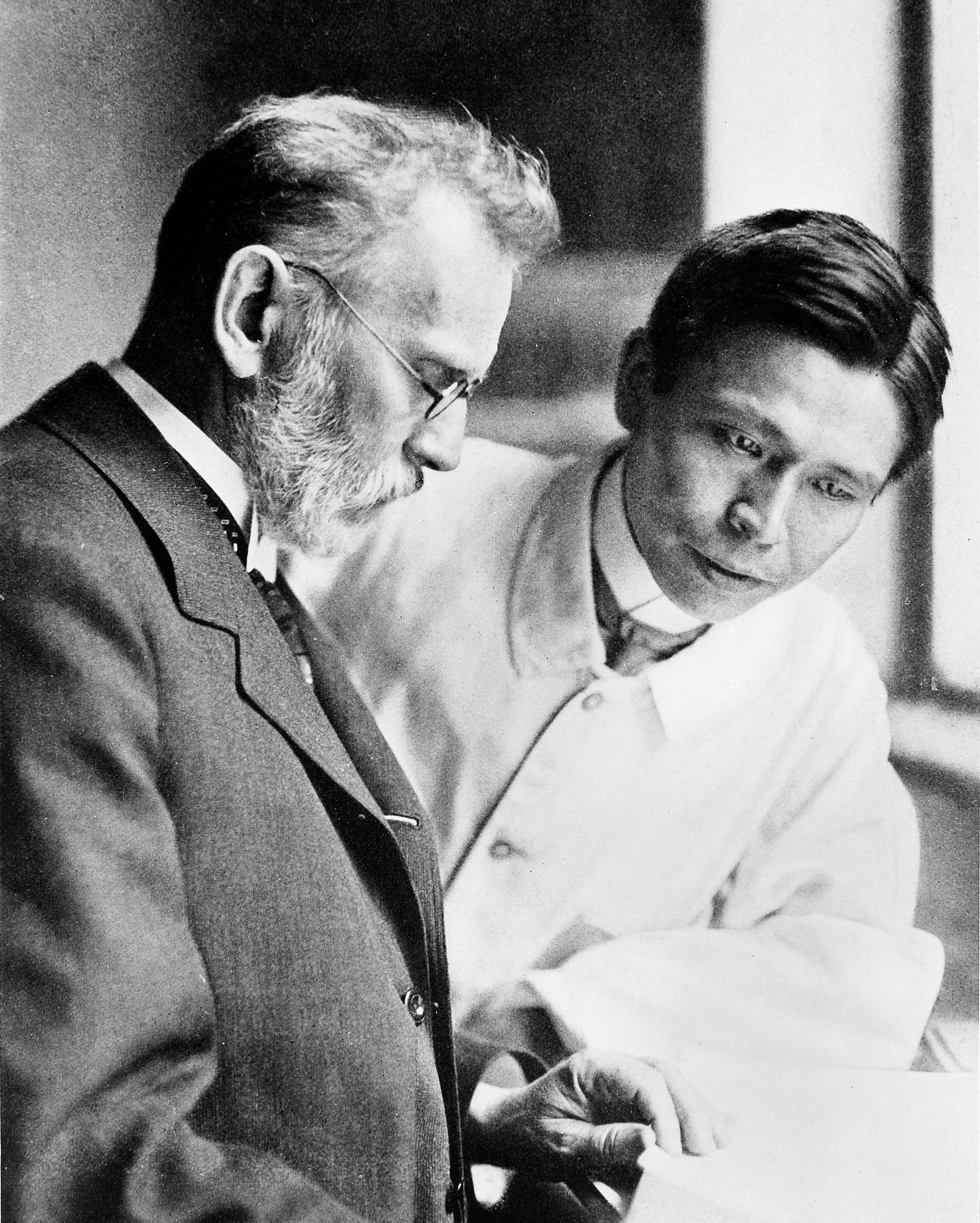
研究するエールリヒ（左）と秦（右）

秦 佐八郎（はた さはちろう、1873年（明治6年）3月23日 - 1938年（昭和13年）11月22日）は、日本の医師、細菌学者。医学博士（東京帝国大学医科大学）。
数百年に渡り、不治の病の筆頭として人類を苦しめて来た梅毒の、史上初の治療薬となったサルバルサン（砒素化合物製剤606号）を、ドイツのパウル・エールリヒ（エールリヒは、秦との共同研究以前の業績で1908年ノーベル生理学・医学賞を受賞していた）と共に開発し、多くの患者を救ったことで知られる。
秦は、1911年にノーベル化学賞と1912年・1913年にノーベル生理学・医学賞の候補に挙がっていたものの、受賞を逸した。島根県美濃郡都茂村（現：益田市）出身。

## 生涯

### 生い立ち
島根県美濃郡都茂村（現：益田市）に、豪農・山根道恭とヒデの間の八男（十四人兄弟）として生まれる。
佐八郎は悪戯好きの少年であり、すぐ上の兄で2歳年上の藤七とよく遊んだが、乱暴狼藉が過ぎると、空いている大きな酒造りの樽に放り込まれた。食事時になっても2人は容易に樽の中から引き上げてもらえなかったという。母ヒデから「さあさん、ちょっと来てやんさい」と土蔵に呼ばれ、諭された逸話は地元では有名である。
14歳となった佐八郎は、山根家の姻戚である岡山市（現）の秦家の養嗣子に迎えられた。代々医師の家系であった秦家には一人娘しかいなかったため、山根家の男子のうち特に頭脳明晰な佐八郎に白羽の矢が立ったものである。その際、秦家より「岡山で勉強が出来る」と言われたのも少年であった佐八郎が養子に行く決心をした理由の一つであろう。
秦家の養嗣子となった佐八郎は、薬剤師養成機関の私立岡山薬学校（現在の関西高等学校は、私立岡山薬学校の流れを汲む）に進み、同校が官立第三高等中学校（後の第三高等学校〈旧制高等学校〉）薬学部に改組されたことにより、1891年に、医師養成機関の官立第三高等中学校 医学部（後の官立岡山医科大学。現：岡山大学医学部）に移った。同校在学中の佐八郎は成績優秀であり、他の学生や教師からも一目置かれる存在であった。
1895年（明治28年）に第三高等中学校医学部を卒業して医師となった佐八郎（22歳）は、同年8月に秦徳太の長女チヨと結婚した。同年、一年志願兵（後の幹部候補生。医師たる一年志願兵は、一年後に帰郷する際に予備役の軍医官〈将校相当官。後の衛生部将校〉に任官するシステム）として近衛歩兵第1連隊（東京）に入営した。

### 岡山県病院を経て、伝染病研究所に入所
一年志願兵を終え、陸軍三等軍医（後の陸軍軍医少尉）に任官して岡山に戻った佐八郎は、1897年（明治30年）に岡山県病院（後の岡山医科大学附属病院。現：岡山大学病院）助手となり、井上善次郎から内科学を、荒木寅三郎から医化学をそれぞれ学んだ。
その頃佐八郎は東京で医学の勉強をするべく上京を考えていた。そして1898年（明治31年）8月に荒木寅三郎の推薦により、単身上京して大日本私立衛生会経営の伝染病研究所に入所、そこで北里柴三郎に学ぶこととなった。翌年、研究所は官立となり、同 研究所の助手、臨時ペスト予防液製造事務取扱、および臨時検疫事務官を兼務する。

### ペスト研究の開始
この時から秦のペスト研究が始まり、ヨーロッパ留学に旅立つ1907年（明治40年）まで続いた。8年間にわたる研究の中、防疫の実務（1899年11月、日本最初のペストが発生）に携わると共に、ペストに関する十数篇の論文を著し、柴山五郎作と共に「ペスト予防法」を策定している。後に、エールリッヒが難題の梅毒化学療法の共同研究者として秦を選んだのも、秦が長年に渡って危険極まりないペストの研究と防疫に当たってきた実績を買ったからだった。エールリッヒは「注意深き精緻正確なる君の輝かしい実験なくしては、この好結果を挙げ得なかったであろう。君の協力に対して私は深く感謝するものである」と深甚の謝意を表している。

### 軍医として従軍
秦は1903年（明治36年）には国立血清薬院部長を兼任しつつ、同研究所には10年間在籍していた。その間、1904年4月日露戦争で軍医として従軍し、南満州各地の野戦病院で伝染病患者の治療に当たる。1905年似島検疫所設置のため召還され、検疫にあたる。大阪の陸軍予備病院で伝染病室および細菌検査室に勤務。同年10月除隊。11月に伝染病研究所技師に戻る。この間の働きが認められて1907年からドイツに留学することとなる。
1907年（明治40年）国立伝染病研究所第三部長となる。

### ドイツ留学、特効薬開発へ
ドイツ留学、ベルリンのロベルト・コッホ細菌研究所でワッセルマンの下、免疫の研究をして1年を過ごした。その後、モアビット (Moabit) 市立病院に移ってヤコビー博士の下で数ヶ月間研究する。ヤコビー博士もエールリッヒの弟子だったので、彼を通じてエールリッヒが所長を務めるフランクフルトの国立実験治療研究所へ移れるように頼んでもらった。ヤコビー博士の二度の手紙では芳しい結果が得られなかったため、秦は自ら手紙を書き、ベルリンを出発。10日間ほど南ドイツの大学を回った後、荷物を駅に預けたままでフランクフルトの研究所へ直行した。エールリッヒのもとに案内されると、彼は次のように語ったという。
「あなたの研究室もあなたを助けてくれる助手もすで用意してある。今日から研究に取りかかるのだ」
1909年6月、科学者ベルトハイムが合成した砒素製剤606号と名付けられた試料（ヒ素化合物ジオキン・ジアミド・アルゼノベンゾール）の効果と急性毒性を、秦は動物実験し、その卓れた効果が確認された。エールリッヒは6月10日にこの薬の製造特許を申請し、同日発行された。1910年4月、第27回ドイツ内科学会で、エールリッヒは新しい砒素化合物製剤606号の梅毒に対する化学療法の総論を、秦は動物実験を、シライバーおよびホッペは梅毒患者への臨床治験の成績を共同して発表した。1910年にエールリッヒ、秦共著のドイツ語書『スピロヘーターの実験化学療法』がベルリンで刊行された。
1910年にドイツの製薬会社ヘキスト (Höchst) は、この薬をサルバルサン（ラテン語でSalvareは「救う」の意味）と名づけ、製造販売した。同年5月27日、秦はコッホの臨終に立会い、その後日本に帰国した。当初、日本はこの薬をドイツから輸入していた。

### 日本帰国後の足取り
- 1912年（明治45年）7月12日、学位論文『螺旋菌病のヘモテラピー』により、東京帝国大学医科大学（現：東京大学大学院医学系研究科・医学部）から医学博士の学位を授与された[3]。
- 1913年（大正2年）、国産のサルバルサンを製造することになり、協力する。
- 1913年（大正2年）、日本結核予防協会設立に参画する。
- 1914年（大正3年）11月5日、伝染病研究所移管に伴い北里所長と共に総辞職し、北里研究所が創立される。秦は設立に参画しており、部長となる。
- 1915年（大正4年）5月、欧州大戦勃発に伴い ほとんど輸入に頼っていたドイツからの医療品が途絶えたことから、日本の医薬産業の育成と医薬品の国産化を目的とした「染料医薬品製造奨励法案」が第三十六議会を通過、10月14日施行。
- 1915年（大正4年）、国と鈴木梅太郎と三共の協力を得て国産化に取り組んでいたサルバルサンの製造に成功。アルサミノールの名で販売した。
- 1920年（大正9年）、慶應義塾大学医学部教授に就任。細菌学、免疫学を講じる。
  - 慶應義塾大学医学部教授時代の医学部では学生をグループ分けして教授に受け持たせ、一学期に一、二回親しく会合して、学生を善導しようという「補導会」が設けられていた。その折、秦は学生を自宅に招いて、手塩にかけて育てた大菊、小菊の観菊会を催して言った。「菊を仕立てるには保護をしたり、春先、芽が伸びる頃にはいじめてやらねばならない。諸君は今、養分のたくさん要る時だ。御馳走はないけれども、みな平らげてくれ給え。それで補導会終わり」と。
- 1921年（大正10年）6月、極東熱帯医学会に出席のためインドネシア・ジャワ・バタビヤに出張。
- 1923年（大正12年）2月、アメリカ・ロックフェラー財団の招きで同国とカナダの医事衛生視察。
- 1926年（大正15年）、ドイツ帝国自然科学院会員に推される。
- 1928年（昭和3年）、ドイツで開催された国際連盟主催、サルバルサン標準国際会議に出席。
- 1931年（昭和6年）、恩師北里柴三郎博士死去。6月、北里研究所副所長に就任。
- 1933年（昭和8年）1月、帝国学士院（のちの日本学士院）会員に勅選され終身勅任官待遇を受ける。

### 死去
1938年（昭和13年）7月、脳軟化症のため慶應義塾大学病院入院、同病院で11月22日死去。医学に全てを捧げた65年の人生に幕を閉じた。青山斎場にて北里研究所葬。多磨霊園に御墓がある。
現在、秦佐八郎博士の業績を称え後世に永くその名を伝えることを目的として、社団法人日本化学療法学会では「志賀 潔・秦 佐八郎記念賞」を設けている。